# Биздина
Биздина (рум. Bâzdâna) — село у повіті Долж в Румунії. Входить до складу комуни Калопер.
Село розташоване на відстані 182 км на захід від Бухареста, 19 км на південь від Крайови.

## Населення
За даними перепису населення 2002 року у селі проживали 115 осіб, усі — румуни. Усі жителі села рідною мовою назвали румунську.